# 双斑燕魟
双斑燕魟（学名：Gymnura bimaculata），又名戴星鳶魟，为软骨鱼纲燕𫚉目燕魟科燕魟屬的鱼类。在中国，分布于南海、东海等海域。该物种的模式产地在中国浙江。